# تخریب آتن به دست هخامنشیان
تخریب دولت‌شهر آتن توسط هخامنشیان در خلال دومین تهاجم ایرانیان به یونان رخ داد. این تخریب در دو فاز و در سال‌های ۴۸۰ تا ۴۷۹ پیش از میلاد صورت گرفت.

## پیشینه
داریوش بزرگ در آخرین سال‌های عمر می‌خواست که برای انتقام جویی از یونانیان بخاطر به غارت بردن و به آتش کشیدن سارد پایتخت لیدیه و همچنین برای جبران کردن شکست سپاه ایران در نبرد ماراتون به یونان قشون بکشد اما با نبود پایگاهی در سرزمین اصلی یونان، چاره‌ای جز طراحی یک عملیات گسترده زمینی باقی نمی‌ماند. در چنین لشگرکشی، ایرانیان تا مرزهای تسالی در قلمرو خود یعنی تراکیه و مقدونیه پیش‌روی کردند، اما پس از آن، اتحاد ایالات یونان می‌توانست به شکل‌گیری مقاومت جدی بیانجامد. داریوش بزرگ جهت اطمینان از پیروزی، تدارکی گسترده آغاز کرد که هرودوت مدت آن را سه سال می‌داند اما از طرفی یونانیان آن را نتیجه اختلال سلامتی داریوش دانستند. پیش از تکمیل این قوا، مصریان در ۴۸۷ قیام کردند و کمی پس از آن داریوش بزرگ در ۴۸۶ درگذشت. بعد از او پسر وی خشایارشا در صدد برآمد که انتقام پدر را به نتیجه برساند. شاید به غیر از این آنچه وی را به این اندیشه انداخت، اصرار مردونیه (داماد داریوش بزرگ و پسر گبریاس) و مخصوصاً تبعیدیان آتنی مقیم دربار بود. در خود آتن هم البته انتظار این انتقام‌جویی می‌رفت و تمیستوکل سردار آتن پس از ماجرای نبرد ماراتون، قسمت عمده‌ای از ثروت آتن را در راه تقویت نیروی دریایی صرف کرد.
بالاخره خشایارشا تصمیم به جنگ با یونان گرفت و بدون شک، نیروی بی‌سابقه‌ای را تجهیز کرد؛ اما البته این نیرو آن‌قدر هم که هرودوت ادعا می‌کند، نمی‌توانست به یک ارتش میلیونی بالغ بوده باشد، چرا که چنین تعدادی سپاه و وسایل اگر هم تجهیزش برای خشایارشا ممکن می‌شد، تهیهٔ وسایل و آذوقهٔ آن در سرزمینهای تراکیه و مقدونیه میسر نبود؛ با این حال، اینکه هرودوت می‌گوید چهل و هشت گونه از اقوام مختلف درین سپاه وجود داشته‌اند، ممکن است که درست باشد.
احتمالاً نیروهای آسیایی که همراه خشایارشا از هلس‌پونت (تنگه داردانل) گذشتند، تنها شامل شش لشکر پیادهٔ ده هزار نفری، لشکر ده هزار نفری گارد جاویدان و بین نه تا ده هزار سوارنظام بوده است.

## شرایط اجتماعی
هرودوت انگیزهٔ سیاسی دولت−شهرهای مستقل یونانی را یادآور شده است که در دفاع از فرهنگ و شیوهٔ زندگی و نیز بهره‌مندی شهروندان از تساوی و آزادی، تحت قوانین که توسط برگزیدگان خود تصویب و به اجرا درمی‌آمد، با یکدیگر متحد شده بودند. هر چند این نظام سیاسی صرفاً متعلق به مالکان مرد بود و زنان و بردگان شهروند فعال و آزاد و دارای خرد به حساب نمی آمدند. همچنین در جامعه ای مثل آتن اصالت و ریشه یونانی داشتن اهمیتی دو چندان داشت.
جوانان پارسی، حداقل، فرزندان اشراف، به آموزش سوارکاری و تیراندازی گمارده شده و به راست‌گویی سفارش می‌شدند. ظهور اندیشه‌های دینی زردشت نیز، معانی جدیدی را در تفکر سیاسی و مناسبات قدرت در ایران ایجاد کرده بود. با این حال این مناسبات با قرار گرفتن در یک چهارچوب دینی، معانی وسیع تری پیدا کرد و این مبانی شکل گرفته، با ظهور هخامنشیان، در حوزه گسترده‌تری در حد جهان بشری تحقق پیدا کرد. دینی که با پیوند زدن منافع بنیادین جمعی با یکتاپرستی، نگرشی متفاوت را به نوع انسان و کل بشریت در جهان پایه‌گذاری کرد و آغازی برای ایده‌های مختلف «جهان وطنی» شد.

## لشکرکشی به یونان
خشایارشاه به جمله ساتراپی ها دستور داد که سرباز جمع آوری کنند و بعد از اینکه سربازان آماده شدند، آن‌ها را به سوی آذربایجان کنونی بفرستند تا اینکه از آنجا به لیدی واقع در آسیای صغیر بروند. خشایارشاه بعد از وصول به لیدی خود در رأس ارتش قرار گرفت و به سوی یونان به حرکت درآمد. بنا به گفتهٔ هرودوت خشایارشاه در بهار سال ۴۸۰ پیش از میلاد از لیدیه به سوی یونان لشکر کشید.
به ابتکار خشایارشاه پلی از قایق بر روی بغاز داردانل توسط مهندسان مصری و فنیقی (لبنانی) ساخته شد که نیروی زمینی هخامنشی توانست از روی آن عبور کرده و وارد خاک یونان شود. در ابتدا خشایارشاه با پادشاه کارتاژ(تونس کنونی در شمال آفریقا) صلح کرد تا وی یونانیان را همراهی نکند. علاوه بر این، تعداد زیادی از یونانیان، از جمله مردم منطقهٔ تسالی به سپاه خشایارشاه پیوستند. هنگام حمله خشایارشاه به یونان بعضی از دولت-شهر های یونان دست بر دست گذاشتند و در صدد دفاع بر نیامدند و این ناشی از اختلافات داخلی بین این ایالت‌ها می‌شد و همین اختلافات باعث شد تا خشایارشا برای ساختن پل بر روی داردانل دچار مشکل جدی نشود. بعد از اینکه سپاه ایران از کشور سات رائی گذشت، عبور قشون دشوار شد چون می‌بایست از وسط جنگل یا دشت‌های ناهموار به راه ادامه بدهند و ارابه‌ها و منجنیق‌ها از آن منطقه ناهموار نمی‌گذشت و در مواضع جنگلی درخت‌ها مانع از عبور سپاه ایران می‌شد.
از آن به بعد به دستور خشایارشاه پیشاپیش سپاه ایران اقدام به جاده‌سازی شد و حتی برای این کار از سکنهٔ محلی نیز برای تسریع کار استفاده کردند. نیروی دریایی ایران به موازات ساحل حرکت می‌کرد و در دریا سپاه ایران را از حملهٔ ناگهانی نیروی دریایی یونان حفظ می‌کرد. عبور سپاه ایران از کشور تراس (تراکیه) طولانی شد چون جاده‌سازان پیوسته در حال ساخت و هموار کردن راه بودند. پروفسور بارن در تحقیقات خود می‌نویسد. چهل و پنج روز طول کشید تا ارتش ایران توانست از کشور تراس بگذرد و به مقدونیه برسد. با اینکه جاده خشایارشاه برای عبور سپاه ایران و به صورت موقتی ساخته شده بود ولی تا مدت‌ها بعد قابل استفاده بود.
بعد از این که خشایارشاه وارد یونان شد، تمیستوکل سیاستمدار و ژنرال یونانی گفت «ما نباید بگذاریم پارسیان به آتن نزدیک شوند و قبل از این که آنها به جنوب یونان برسند، باید در شمال یونان جلوی آنها را گرفت تا جنگ به آتن نرسد.» او پیشنهاد کرد که ده هزار سرباز مجهز در شمال مقدونیه جلوی ایرانیان را بگیرند. اما این پیشنهاد با دو مشکل روبرو بود. نخست اینکه آتن به تنهایی نمی‌توانست ده هزار سرباز بسیج کند و برای این کار بایستی سایر کشورهای جنوب یونان هم کمک نمایند و به تناسب شمار سربازان خود هزینهٔ جنگ را تحمیل نمایند دوم آنکه سربازان آتنی و سایر کشورهای جنوبی یونان به شمال آن سرزمین نمی‌رفتند و می‌گفتند «ما مدافع وطن خود هستیم، نه وطن دیگران و هر وقت مورد تهاجم ایرانیان قرار گرفتیم، در وطن خود می‌جنگیم و دفاع می‌کنیم.» خشایارشاه از اختلافات داخلی یونانیان کاملاً آگاه بود و قبل از شروع جنگ جاسوسانی را وارد یونان کرده بود. آن‌ها موظف بودند که به اختلاف میان یونانیان دامن بزنند و مانع از اتحاد میان ملل یونان شوند. فعالیت جاسوسان ایرانی باعث شد تا یونانیانی که مردد بودند که به جنگ با ایرانیان بروند، بعد از ورود سپاه ایران تصمیم بگیرند که نجنگند، به خصوص اینکه سپاه ایران بعد از ورود به یونان با هیچ‌یک از ملل یونان شمالی کاری نداشت و در هر نقطه‌ای که سپاه خشایارشاه خواربار خریداری می‌کرد، بهای آن را نقد می‌پرداخت. در کل اینچنین می‌توان گفت که هیچ‌یک از ملل یونان خواهان جنگ با ایرانیان نبودند، غیر از آتن و اسپارت، آتن، آتش غیرت یونانیان را شعله‌ور می‌کرد تا آنهارا وادار نماید که علیه ایرانیان بجنگند و علتش این بود که آتن می‌دانست که خشایارشا فقط برای جنگ با آتن به یونان آمده چون آتنی‌ها شهر سارد پایتخت کشور لیدیه را که از کشورهای تحت‌الحمایه ایران بود، سوزانده و ویران کرده بودند.

## نبرد در تنگهٔ ترموپیل
یونانیان به علت کثرت سربازان ارتش ایران چنین صلاح دانستند که در یک منطقه کوهستانی جلوی ارتش خشایارشا را بگیرند و برای این منظور در صدد برآمدند که در منطقه کوهستانی ترموپیل ارتش ایران را متوقف نمایند در تنگه ترموپیل، به علت تنگی جا نیروی ایران با مقاومت آتنی‌ها و اسپارتی‌ها که برای نخستین بار باهم متحد شده بودند مواجه شد. سرانجام یک یونانی به ایرانیان که در حدود سه روز در ورودی تنگه متوقف شده بودند، راهی را معرفی کرد که به پشت تنگه می‌رفت.
یونانیان با آگاهی از این خیانت گریختند و فقط لئونیداس (حاکم اسپارت) بهمراه شش هزارنفر به سرکردگی سیصد اسپارتی که به اجبار مانده بودند، همگی در مدت زمان سه روز کشته شدند. اسپارتی‌ها بنا بر قوانین لیکورگ فرار کردن از میدان جنگ را ننگ بزرگی می‌دانستند و مجازات آن اعدام بود، حتی وقتی جوانان این سرزمین به نبرد می‌رفتند مادرانشان به آن‌ها می‌گفتند «پسرم! بر سپر یا با سپر» یعنی یا کشته شو تا جسدت را بر روی سپرها بیاورند یا پیروز شو و با سپر برگرد؛ ولی در حقیقت به خاطر جاه طلبی لئونیداس همگی کشته شدند بنابراین در فرار یونانی‌ها از تنگه ترموپیل اسپارتی‌ها برجای ماندند و پس از کشته شدنشان یونانی‌ها بر مزار این افراد نوشتند «ای رهگذر به اسپارت بگو ما در اینجا خوابیده‌ایم تا به قوانین کشور خود وفادار باشیم.»
سپاه ایران بعد از این جنگ برای عبور از گردنه ترموپیل به حرکت درآمد. خشایارشا بعد از این که از ترموپیل گذشت از طریق جاسوسان خود مطلع شد که آتن می‌کوشد که ملل تسالی و مقدونیه را علیه او وارد جنگ کند تا راه بازگشت او را ببندند و کاری کنند که او از پیشروی در خاک یونان صرف نظر کند. راه جلوگیری از این توطئه این بود که خشایارشا هر چه زودتر آتن را فتح نماید تا این که تحریک و توطئه آتن خاتمه یابد اما از قضا چند روز بعد از حرکت ارتش ایران از جلگهٔ آهار برف سنگینی بارید و خشایارشا در برف مجبور به توقف گردید تا این که راه باز شود اما یک هفته بعد از برف اول دومین برف همان‌طور سنگین بارید. خشایارشا از روزی که وارد یونان شد، حرکت ارتش را طوری تنظیم کرد که به‌طور دائم بین نیروی زمینی و نیروی دریایی ارتباط برقرار باشد و لذا از حیث خواربار در مضیقه قرار نگرفت. پنج روز به آغاز بهار مانده بود که خشایارشا فرمان حرکت ارتش را صادر کرد و ارتش ایران از منطقهٔ کوهستانی گذشت و به جلگه تلکو رسید.

## فتح آتن
در جلگه تلکو بین ارتش ایران و یونانیان جنگ درگرفت که به شکست یونانیان انجامید و بعد از این برد خشایارشا ارتش خود رااز رودخانهٔ تلکو، واقع در همان جلگه عبور داد. عبور ارتش خشایارشا از این رودخانه که بسترش در تنگه تلکو بود، چهار روز و به روایتی شش روز طول کشید و وقتی از آن خارج شدند، به شهر تارت رسیدند و پنج روز در این شهر توقف کردند. یک روز قبل از این که خشایارشا از تارت حرکت کند، اعلامیه‌ای برای سکنه آتن فرستاد و در آن گفت هریک از سکنه آتن که تسلیم ارتش ایران شود در پناه پادشاه ایران خواهد بود و جان و مالش مصون است.
خشایارشا به طوری که پروفسور بارن می‌گوید، می‌خواست که به گرفتن غرامت جنگ از آتن اکتفا نماید و از جنگ بپرهیزد تا این که حسن نیت خود را به ملت آتن و سایر ملل یونان ثابت نماید اما مجلس شورای آتن نپذیرفت و تسلیم شدن در قبال ارتش ایران را یک ننگ غیرقابل تحمل دانست و مصمم شد که بجنگد. به همین علت حکومت آتن تمام زن‌ها و بچه‌ها و کسانی را که توان شرکت در جنگ را نداشتند از آتن خارج کرد و هر آنچه از اموال قابل حمل را نیز به همراه آنان به جزایر پلوپونز و سالامیس فرستاد.

## روایات مختلف دربارهٔ به آتش کشیده شدن آتن
در تاریخ‌نگاری‌های اروپا نوشته شده که خشایارشا بعد از ورود به آتن آن شهر را به تلافی شهر سارد پایتخت لیدیه که یونانیان سوزانیده بودند، سوزانید و ویران کرد.

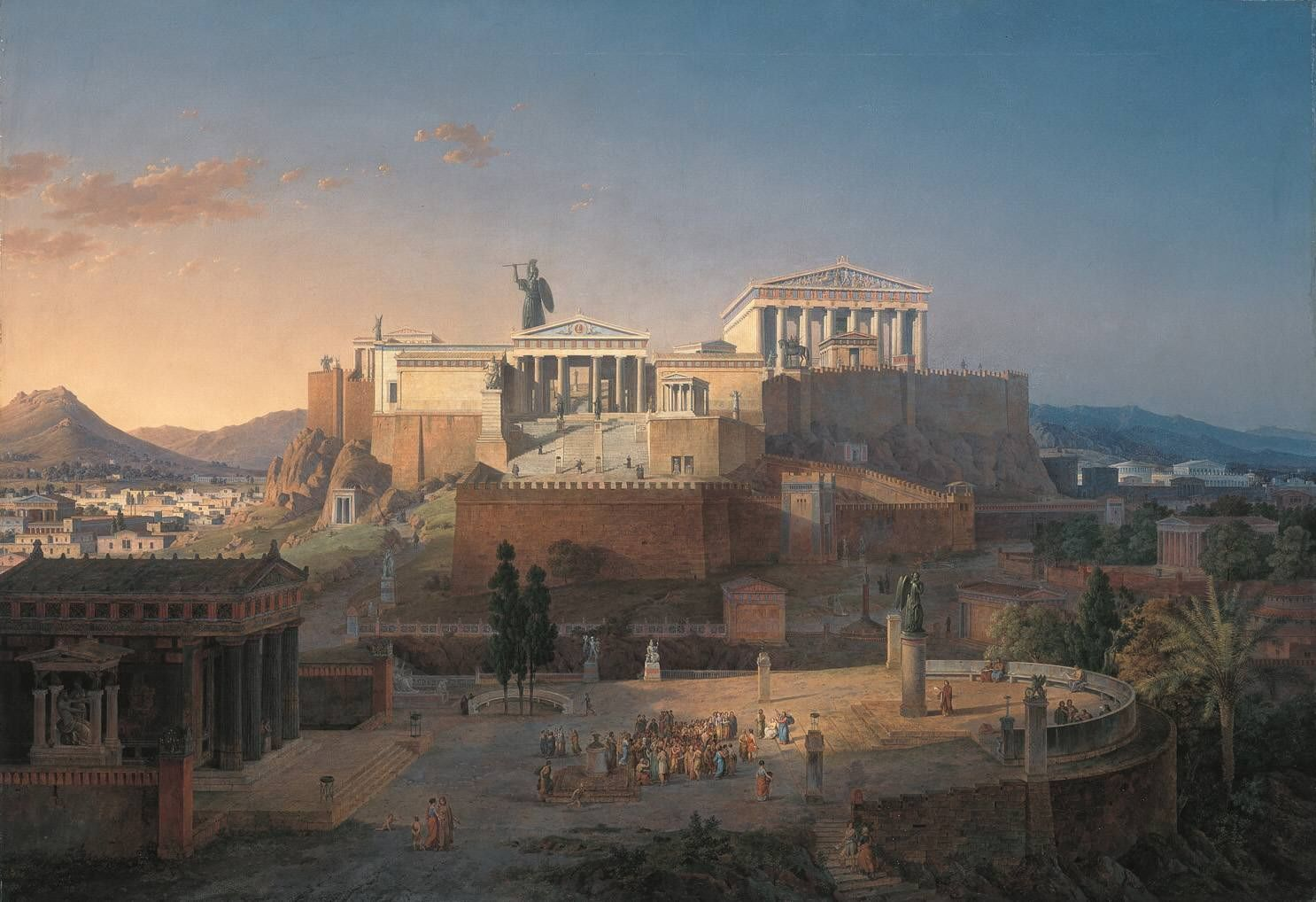
آکروپولیس

بعضی از محققان، از جمله پروفسور بارن انگلیسی عقیده دارند که پادشاه ایران قلعه آکروپولیس را ویران کرد نه معبد آکروپل را. قلعه آکروپل که دژی بود جنگی به امر خشایارشا ویران شد و بجز دیوار شهر که در اطراف آتن بود، چیزی ویران نشد. این دژ بالای تپهٔ آکروپل به نظر می‌رسید و آن قلعه را پی زیس ترات بنا نمود. آتن شهری بود بی دفاع، یعنی شهری که برای حفظ آن نجنگیده بودند و در آن زمان هم هرگز شهرهای بی دفاع را ویران نمی‌کردند.
روزی که ایرانیان از آتن رفتند، تمام عمارت‌های شهر باقی بود. آتن را خود یونانیان در جنگ‌های داخلی که از سال ۴۳۱ تا ۴۰۴ پیش از میلاد طول کشید، ویران کردند که شرح کامل آن در تاریخ توکودیدس آمده است. توکودیدس نام جنگ‌های داخلی یونان را جنگ پلوپونز گذاشته است
و آن جنگ‌ها از سال ۴۳۱ پ. م شروع شد یعنی ۵۰ سال پس از بازگشت ایرانیان. توکودیدس راستگوترین مورخ یونان است و خود او در جنگ‌های پلوپونز شرکت داشته است و وقایع آن جنگ‌ها را تا سال ۴۱۱ پ. م نوشته و در دنبال وقایع آن جنگ‌ها از طرف گزنفون در کتابی به نام هله نیک یعنی «یونانیان» نوشته شده است و وقایع جنگ به سال ۴۰۴ پ. م ختم می‌شود. آتن پایتخت یونان در آن جنگ‌ها که بین خود یونانیان درگرفت ویران شد و ایران در جنگ‌های داخلی یونان دخالتی نداشت، مگر به‌طور غیرمستقیم و اسپارت با نیروی طلایه ایران در آن جنگ‌ها با آتن می‌جنگید. واقعیت تاریخ این است که خشایارشا رفته بود تا آتن را به جبران سوزانیده شدن سارد به دست یونانیان ویران کند ولی شجاعت یونانیان در ترموپیل در وی مؤثر افتاد و همچنین چون توانست آتن را تقریباً بدون جنگ فتح کند، از تصمیم خود منصرف شد. از آن گذشته خشایارشا و سربازان ایرانی که با وی به آتن رفتند، متمدن بودند و با مفهوم واقعی کلمه آن‌ها شهرنشین به شمار می‌آمدند و به آبادانی علاقه داشتند و عمارت‌های زیبا را می‌پسندیدند و خشایارشا که تا آن روز هنوز مشغول ساختن کاخ پارسه «پرسپولیس» یا همان تخت جمشید بود (کاخی که داریوش بزرگ ساختن آن را آغاز کرد)، به خود اجازه نمی‌داد که عمارت زیبای آتن را ویران کند.
توکودیدس می‌گوید در روز سوم بعد از اینکه خشایارشا وارد آتن شد، جار زد که هر کس از آتن رفته است مراجعت کند و بداند که مال و جانش محفوظ است و چون مردم بی‌بضاعتی که در آتن بودند غذا نداشتند و در شهر آذوقه به دست نمی‌آمد، خشایارشا گفت که از گندم ارتش بزرگ ایران به آن‌ها بدهند که برای خود نان طبخ کنند و در روز پنجم بعد از ورود پارسیان به آتن دکانهای نانوایی به کار افتاد و شهر آتن وضع جنگی خود را از دست داد.
در روز دهم ورود ارتش ایران به آتن خشایارشا به معبد آکروپولیس رفت و حتی به خدام معبد الههٔ بزرگ آتن انعام داد. اسناد تاریخی نشان می‌دهد که ده روز بعد از ورود ارتش ایران به آتن در محلهٔ سرامیکم چند کارگاه سفال‌سازی و در محلهٔ کولی توس چند کارگاه فلزسازی به کار افتاد و باز از اسناد تاریخی فهمیده می‌شود که ده روز بعد از ورود ارتش ایران به شهر آتن، از داخل خانه‌های آتن صدای نواختن چنگ به گوش می‌رسید.
یکی از حقایق دیگر دربارهٔ فتح یونان احترامی است که پارسی‌ها به زنان یونانی گذاشتند.
آن‌ها مردها را اگر مقاومت می‌کردند، می‌کشتند و اسیر می‌کردند، ولی زنها را محترم می‌شمردند، کتزیاس پزشک و تاریخ نگار یونانی که مدتی بعد از ورود خشایارشا به آتن در دربار ایران خدمت می‌کرد و بیست سال از عمر خود را در ایران به‌سر برد، نوشته است که در ایران زنی روسپی وجود ندارد. دورهٔ توقف کتزیاس در ایران دوره‌ای بود که اخلاق عمومی نسبت به دورهٔ آغاز هخامنشیان سست شد، زیرا پادشاهانی که پس از داریوش بزرگ و خشایارشا بر اریکه قدرت نشستند، خود چنان بی‌بندوبار بودند که نمی‌توانستند در مسائلی که مربوط به عفت می‌شود سختگیری کنند. با این حال حتی در آن زمان هم در ایران زن روسپید نبوده است.
نکتهٔ دیگری که در تمامی تواریخ یونانی دیده می‌شود، عدم خشونت شاهنشاهان هخامنشی نسبت به دشمنانی بود که ابراز اطاعت می‌کردند. در تمامی مدتی که خشایارشا در یونان به سر می‌برد هر کس را که ابراز اطاعت کرد مورد عفو قرار داد و هر افسر و سرباز که تسلیم می‌گردید از هرگونه مزاحمت مصون بود.

### بعضی از روایات مورخان
عبدالحسین زرین‌کوب نوشته است خشایارشا پس از تسخیر آتن و آتش زدن به ارگ آن چون مقصود خود را از لشکرکشی حاصل می‌دید به ایران برگشت. فقط مردونیه را با تعدادی سپاهی باقی گذاشت تا به جنگ یونان پایان دهد. مردونیوس نخست درصدد برآمد که مگر یونانی‌ها را به مسالمت وادار به اطاعت کند اما توافق حاصل نشد. آتن یکبار دیگر مورد تعرض سپاه ایران واقع گشت و باز صدمه و خرابی بسیار به آن وارد آمد.
پیرنیا نوشته است خشایارشا با تصرف آتن و آتش زدن معابد آن، تا اندازه‌ای مقصود دربار امپراتوری ایران را که تنبیه یونانیان بود حاصل کرد و سپس به پارس بازگشت. پس از شکست مذاکرات بین مردونیه و آتن جنگ شروع شد. ایرانی‌ها مجدداً وارد آتن شدند و آن را بکلی خراب کردند.
هرودوت نوشته است پس از خارج کردن زنان و فرزندان از آتن و فرستادن آن‌ها به جزیره سالامیس در جنوب یونان، فرماندهان قسمت‌های مختلف اقوام یونانی در سالامیس جمع شدند و شورای جنگی تشکیل یافت. در حین مذاکرات مردی از آتن وارد شده خبر داد که پارسیان به ایالت آتن رسیده، سراسر آن حدود را به آتش کشیده‌اند.
پارسیان در موقع ورود به آتن آنجا را خالی از سکنه یافتند و تنها در معبد آتناپولیاس گروهی باقی‌مانده بودند. پارسیان بر گنجینه معبد دست یافته، ارگ را به آتش کشیدند. مدتی پس از این واقعه، پناهندگان آتنی که گماشته وار در لشکر خشایارشا خدمت می‌کردند، اجازه یافتند به آکروپلیس داخل و طبق آداب قومی خویش در آنجا عبادت کنند.
پس از تسخیر آتن خشایارشا در مورد اینکه به پارس بازگردد یا اینکه در یونان مانده همراه مردونیه برای تسخیر کامل یونان بجنگد با بانو آرتمیس مشورت کرد او گفت «به نظر من شاهنشاه، یونان را ترک و مردونیه را به این کار مأمور نمایید. شاهنشاها! شما اکنون در عین کامیابی، به وطن بازمی‌گردید چون آتن را به آتش کشیده‌اید.» در توضیحات آخر کتاب هرودوت آمده است که احتمالاً تنها ارگ آتن توسط خشایارشا به آتش کشیده شده است و قسمت‌های چوبی آن از بین رفته است. آنهم اگر توجه شود، مشخص می‌شود که خرابی معبد به حدی نبوده است که در آن نشود، عبادت کرد.